# Vážany (powiat Blansko)
Vážany – miejscowość i gmina (obec) w Czechach, w kraju południowomorawskim, w powiecie Blansko. W 2022 roku liczyła 235 mieszkańców.